# بادو بونسوی دوم

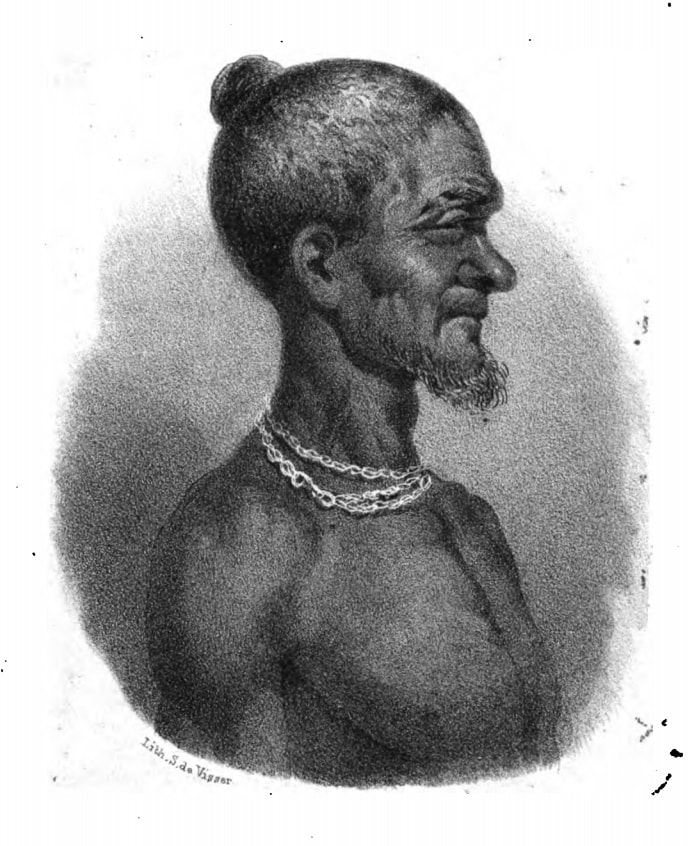
طرحی از بادو بونسوی دوم که توسط یک ستوان هلندی در ۱۸۳۸ کشیده شده است

بادو بونسوی دوم (به هلندی: Badu Bonsu II) پادشاه بونسو در غنا و رهبر قبیله آشانتی بود. وی به خاطر شورش علیه حکومت هلندی‌ها و به تلافی قتل دو مبلغ مذهبی، اعدام شد و سرش به هلند فرستاده شد.
در مارس ۲۰۰۹ میلادی، مرکز درمانی دانشگاه لیدن در هلند اعلام کرد که، سر بریده وی را به غنا برای تدفینی که در خور این پادشاه باشد، باز می‌گرداند.